# Сент Винсент и Гренадини на Светском првенству у атлетици на отвореном 2017.
Сент Винсент и Гренадини су на Светском првенству у атлетици на отвореном 2017. одржаном у Лондону од 4. до 13. августа учествовали шеснаести пут, односно, учествовали су на свим првенствима до данас. Репрезентацију Сент Винсента и Гренадина представљао је један атлетичара која се такмичио у трци на 400 метара.,.
На овом првенству такмичар Сент Винсента и Гренадина није освојио ниједну медаљу, нити је остварио неки резултат.

## Учесници
Мушкарци:
- Kimorie Shearman — 400 м

## Резултати

### Мушкарци
| Атлетичар        | Дисциплина | Лични рекорд | Квалификације | Квалификације | Полуфинале           | Полуфинале           | Финале               | Финале       | Детаљи |
| Атлетичар        | Дисциплина | Лични рекорд | Резултат      | Место         | Резултат             | Место                | Резултат             | Место        | Детаљи |
| ---------------- | ---------- | ------------ | ------------- | ------------- | -------------------- | -------------------- | -------------------- | ------------ | ------ |
| Kimorie Shearman | 400 м      | 45,92        | 47,05         | 8. у гр. 2    | Није се квалификовао | Није се квалификовао | Није се квалификовао | 43 / 49 (51) |        |